# けんじライナー

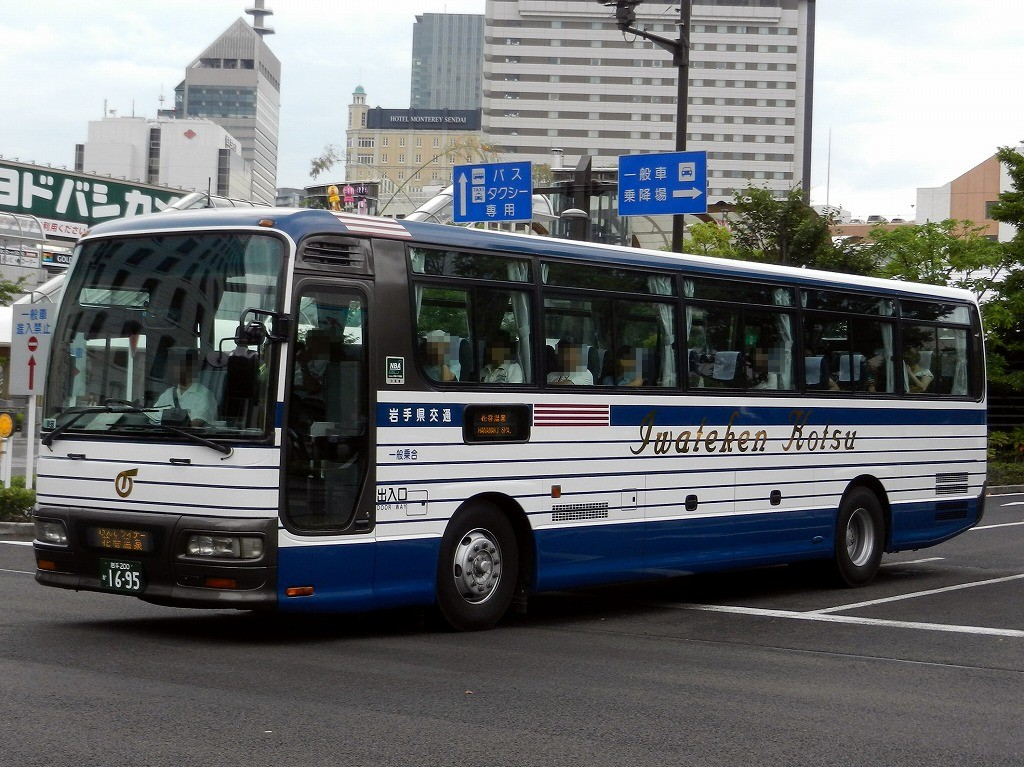
けんじライナー（岩手県交通）

けんじライナーは、宮城県仙台市と岩手県北上市・花巻市を結ぶ高速バスである。

## 運行会社
- 岩手県交通（花巻営業所）
  - 仙台側の乗務員休憩は、JRバス東北仙台支店。

### 過去の運行会社
- 早池峰バス（北上営業所→花巻営業所）：2003年8月 - 2007年3月の間、岩手県交通便の運行を移管。
- ジェイアールバス東北（仙台支店）：運行開始 - 2014年2月の間、仙台発初便・花巻発終便を担当。

## 運行経路
仙台駅東口（73番のりば） - 広瀬通一番町 - （仙台西道路） - （仙台宮城IC） - （中尊寺PA） - （北上江釣子IC） - 本石町一丁目（さくら野西） - 北上駅前（1番） - 総合福祉センター前 - 高屋沢 - 富士大学入口 - 花巻上町 - 花巻駅前（3番） - 花巻温泉
- 仙台行始発便のみ花巻駅前始発である。
- 中尊寺PAにて、10分程度休憩する。

## 運行回数
- 1日3往復

## 運賃
※2022年2月1日現在。
- 片道：仙台 - 高屋沢2,600円、仙台 - 花巻駅前2,700円、仙台 - 花巻温泉2,900円。
- 2回回数券：仙台 - 高屋沢5,000円、仙台 - 花巻温泉5,200円。発売日より3ヶ月間有効。
  - 乗車券は岩手県交通観光サービス花巻旅行センター、花巻温泉、プレイガイド北上、岩手県交通北上営業所、JRバス仙台駅東口案内所、バス車内で発売。

## 歴史

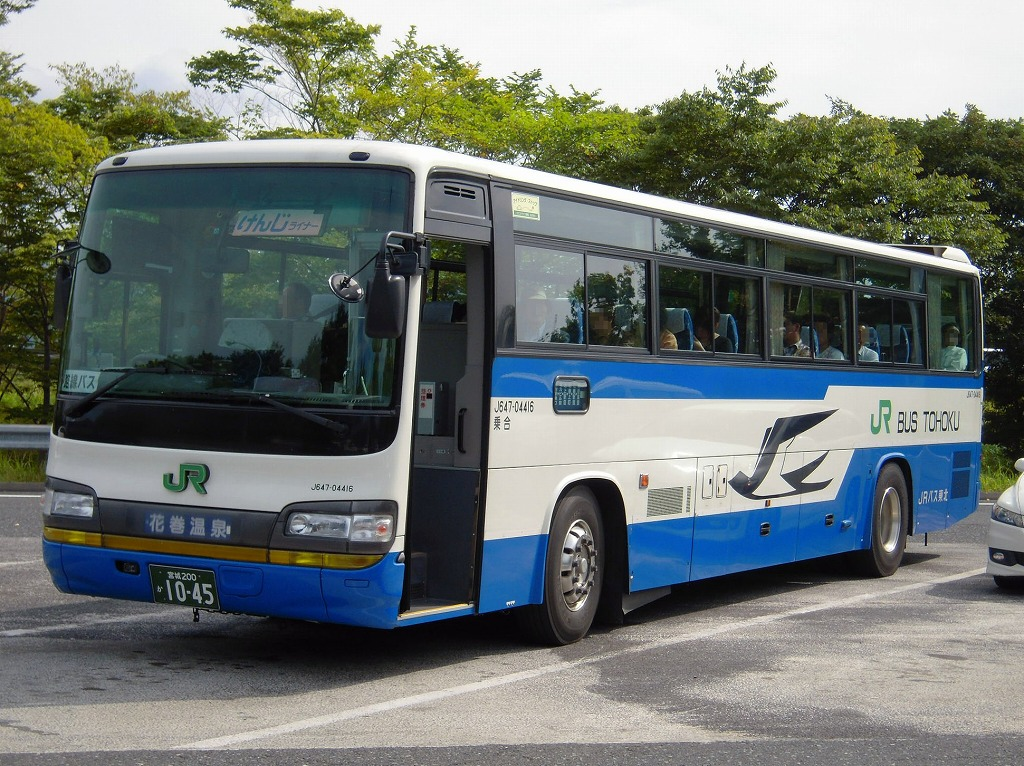
JRバス東北運行当時の「けんじライナー」

- 1995年（平成7年）10月1日 - 1日2往復（各社1往復）で運行開始[1]。
- 2000年（平成12年）3月18日 - 岩手県交通便を1往復増便、1日3往復となる。座席指定制から全席自由席に変更。
- 2003年（平成15年）8月1日 - 岩手県交通担当便が早池峰バスに移管される。往復割引乗車券（全区間4,000円）発売開始。
- 2007年（平成19年）
  - 2月1日 - 運賃を値上げ。
  - 4月1日 - 早池峰バス担当便が岩手県交通に再移管される。
- 2011年（平成23年）
  - 1月17日 - 開業15周年キャンペーンとして、この日より同年3月18日までの平日（祝日を除く月曜日～金曜日）のみ有効の平日限定日帰り往復割引乗車券を4,000円で発売。
  - 3月18日 - 同年3月11日に発生した東北地方太平洋沖地震にの影響より運休していたが、岩手県交通が花巻駅前発・北上駅前発午前各1本（ともに仙台駅東口まで無停車）、仙台駅東口発午後1本（途中、北上駅前に停車し花巻駅前が終点）の運行体制で運行を再開[2]。
  - 3月22日 - この日より岩手県交通が花巻温泉 - 仙台駅東口間1日2往復に増便。途中停留所にも停車。
  - 6月6日 - 通常運行に戻る（但し、JRバス東北担当便は前日6月5日の花巻温泉発から岩手県交通が運行を再開）。
  - 12月1日 - この日よりJRバス東北が運行を再開、震災前の運行体制に復旧。
- 2013年（平成25年）12月25日 - 運賃改定。片道運賃（大人）を100円、往復運賃を200円ずつそれぞれ値上げ[3][4]。
- 2014年（平成26年）
  - 3月1日 - JRバス東北による運行を休止[5]。岩手県交通が1日3往復を運行。
  - 12月1日 - 仙台市内の運行経路変更に伴い、電力ビル前バス停への停車を廃止、広瀬通一番町への停車に変更[6]。
- 2015年（平成27年）4月1日 - 上り仙台行の始発便が花巻駅前始発となる[7]。
- 2019年（令和元年）6月1日 - 運賃改定。片道運賃（大人）を100円値上げ。往復運賃を廃止、2回回数券の発売を開始[8]。
- 2020年（令和2年）
  - 4月1日 - 本石町一丁目（さくら野西）バス停を新設[9]。
  - 4月20日 - 新型コロナウイルスの影響により、この日より当面の間1日2往復を減便[10]（のち全便運休）。
  - 6月26日 - この日より金土日祝日のみ（同年7月22日 - 8月16日は毎日[11]）1往復の運行を再開[12]。
- 2022年（令和4年）
  - 2月1日 - この日の発売分より、2回回数券の運賃を改定[13]。

## 利用状況
| 年度               | 運行日数 | 運行便数 | 年間輸送人員 | 1日平均人員 | 1便平均人員 |
| 2002（平成14）年度 | 365      | 2,194    | 32,820       | 89.9        | 15.0        |
| 2003（平成15）年度 | 366      | 2,210    | 35,937       | 98.2        | 16.3        |
| 2004（平成16）年度 | 365      | 2,200    | 39,246       | 107.5       | 17.8        |
| 2005（平成17）年度 | 365      | 2,196    | 39,197       | 107.4       | 17.8        |
| 2006（平成18）年度 | 365      | 2,209    | 40,179       | 110.1       | 18.2        |
| 2007（平成19）年度 | 366      | 2,207    | 38,288       | 104.6       | 17.3        |